# Ставник (Польща)
Ставник (пол. Stawnik, нім. Teichdorf) — село в Польщі, у гміні Жари Жарського повіту Любуського воєводства.
Населення — 205 осіб (2011).
У 1975-1998 роках село належало до Зеленогурського воєводства.

## Демографія
Демографічна структура станом на 31 березня 2011 року:
|          | Загалом | Допрацездатний вік | Працездатний вік | Постпрацездатний вік |
| -------- | ------- | ------------------ | ---------------- | -------------------- |
| Чоловіки | 100     | 17                 | 75               | 8                    |
| Жінки    | 105     | 18                 | 69               | 18                   |
| Разом    | 205     | 35                 | 144              | 26                   |